# Chris Warren Jr.
Chris Warren Jr. (United States, New York) 15 de enero de 1990) es un actor estadounidense. Hijo de Padres Dominicanos, Paola Santana y Christopher Warren. Chris ha aparecido en películas tales como 2000's Love & Basketball y 2001's Hardball. Desde 2004 a 2005, desempeñó a Jimmy Ramírez en la telenovela La Negrita y el Hermoso. Algunos de sus créditos de televisión incluyen la película Original de Disney Channel High School Musical como Zeke Baylor, dos episodios como invitado especial de Zoey 101.
- Datos: Q1198389